# ریکاردو لاگوس
ریکاردو لاگوس (انگلیسی: Ricardo Lagos؛ زادهٔ ۲ مارس ۱۹۳۸) یک وکیل، اقتصاددان، سیاست‌مدار و استاد اهل شیلی است.